# Leptagonus
Leptagonus – monotypowy rodzaj morskich ryb skorpenokształtnych z rodziny lisicowatych (Agonidae).

## Występowanie
Obszar arktyczny.

## Klasyfikacja
Gatunek zaliczany do tego rodzaju:
- Leptagonus decagonus – lisica grenlandzka[3]